# Lee Agnew
Lee Agnew (Dunfemline, 13 gennaio 1971) è un batterista e percussionista britannico, conosciuto per la sua lunga militanza nella band Nazareth.

## Biografia
È il figlio del bassista Pete Agnew. dal 1996 al 1999 fu il tecnico di batteria della band, nella quale fece il suo ingresso dopo la morte di Darrell Sweet.
Inoltre ha al suo attivo 2 album solisti.

## Discografia

### Solista
- 2007 - Best of Scottish Fiddle
- 2012 - Latest and Greatest

### Con i Nazareth
- 2004 - Free Wheeler
- 2008 - The Newz
- 2011 - Big Dogz
- 2014 - Rock 'n' Roll Telephone
- 2018 - Tattoed on My Brain
- 2023 - Surviving the Law